# Concerto per pianoforte (Britten)
Il Concerto per pianoforte, Op. 13 di Benjamin Britten, scritto nel 1938 e rivisto nel 1945, è l'unico concerto per pianoforte del compositore inglese.

## Storia
Il pezzo fu scritto nel 1938 e poi revisionato nel 1945, compresa la sostituzione del terzo movimento. Questo è stato il primo lavoro di Britten per pianoforte e orchestra, in cui egli debuttò come solista in un concerto Promenade nel 1938. Dedicato al compositore Lennox Berkeley, il concerto è un'opera di bravura che ha guadagnato più attenzione internazionale negli ultimi anni. Britten ha descritto il pezzo come "semplice e in forma diretta".
La versione rivista fu presentata in anteprima al Festival di Cheltenham il 2 luglio 1946. La prima londinese fu eseguita subito dopo al Proms nella Royal Albert Hall con Noel Mewton-Wood che si esibì come solista con la London Symphony Orchestra diretta da Basil Cameron. Con l'approvazione di Britten, un tema della versione rivista fu utilizzato dal suo collega William Walton come base per un'opera orchestrale del 1969, Improvisations on an Impromptu of Benjamin Britten.
La registrazione più nota del concerto è della English Chamber Orchestra con Sviatoslav Richter come solista e Britten direttore, da un'esibizione del 1970 allo Snape Maltings, Aldeburgh, vicino alla casa di Britten.
Boosey & Hawkes nel 1939 hanno pubblicato la partitura del concerto, stimando un tempo di esecuzione di 33 minuti.

## Strumentazione
Il lavoro è scritto per i seguenti strumenti:
- 2 flauti (entrambi anche ottavino), 2 oboi (secondo anche corno inglese), 2 clarinetti, 2 fagotti
- 4 corni, 2 trombe, 3 tromboni, 1 tuba
- timpani, glockenspiel, cembali, frusta, grancassa, rullante, tamburello, tamburo tenore
- arpa, strumenti ad arco[1]

## Struttura
Il concerto è suddiviso in quattro movimenti: 
1. Toccata: Allegro molto e con brio – 4⁄4. Il primo è il movimento di "bravura" più tipico del concerto. Gran parte della melodia deriva da una sequenza introdotta nelle battute di apertura. Come nel resto del brano l'orchestra gioca un ruolo decisivo. C'è una cadenza importante, scritta senza una chiara indicazione del tempo e solo stanghette approssimative, dove i glissando sono una caratteristica fondamentale. Si apre una melodia lirica, prima di raggiungere rapidamente una conclusione drammatica.[5]
2. Valzer: Allegretto3⁄4
3. Impromptu: Andante lento – 2⁄4. In origine il terzo movimento era un "Recitativo e Aria". C'è un'altra sezione contrassegnata "quasi cadenza", ancora una volta scritta con barrette ambigue.
4. Marcia: Allegro moderato sempre a la marcia – 4⁄4. Ritmi puntati e le note schiacciate sono una caratteristica importante di questo movimento e dappertutto si sente uno schiocco di frusta, così come la citazione musicale del primo movimento. La musica è molto più densa degli altri movimenti.[5]

## Incisioni selezionate
Il pianista Sviatoslav Richter, un amico di Britten, ha registrato il lavoro con Britten alla direzione della English Chamber Orchestra. Stephan Osbourne ha registrato il lavoro con Illan Volkov e la Orchestra Sinfonica Scozzese della BBC e il concerto è stato eseguito più volte ai BBC Proms dal pianista Leif Ove Andsnes.